# 威尼斯共和国历史
威尼斯共和國（威尼斯語：Repùblica Vèneta）是意大利東北部的一個主權國家和海上共和國，從9世紀到1747年存在了數千年。
它位於歷史悠久的城市威尼斯的潟湖之中，是中世紀和文藝復興時期歐洲領先的經濟和貿易強國，也是意大利最成功的海上共和國。到中世紀晚期，它在意大利北部大陸擁有重要的領土，因而被稱為大陆国家（Dominidi Terraferma）。此外，它还拥有亞得里亞海另一邊的大部分達爾馬提亞海岸，以及克里特島和地中海周圍的許多小殖民地，威尼斯共和国和它的属地一起被稱為海洋之国（Stato da Mar）。
大約在1500年左右威尼斯開始了緩慢的政治和經濟衰退，到18世紀，威尼斯城的经济在很大程度上已依賴於旅遊業，現在仍然如此，而且海洋之国（Statoda Màr）的地位随着贸易中心从地中海转移到太平洋，在很大程度上消失了。法国大革命后，法军入侵北意大利。在拿破仑的率领下，法军攻入了威尼斯。1797年19月17日，法国和奥地利帝国签订了《坎波福爾米奧條約》，威尼斯和它所拥有的北意大利属地被并入了奥地利，由此，存续1300余年的威尼斯共和国灭亡。